# سگ جهنمی

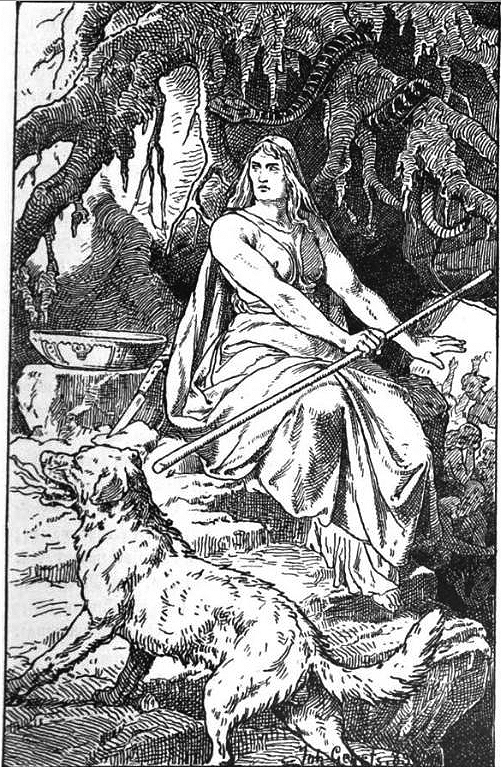
الهه جهنم و سگ‌های جهنمی تصویری متعلق به سال ۱۸۸۹

یک سگ جهنمی سگی است فراطبیعی که در فولکلورها وجود دارد. نسخه‌های متفاوت و زیادی از آن تصویر شده‌است مواردی که بیشتر از بقیه مشترک است داشتن خزی مشکی و رنگ چشمانی قرمز یا زرد، داشتن قدرت و سرعت بسیار زیاد، داشتن ماهیتی روح یا شبح‌وارانه و گاهی توانایی صحبت با انسان‌ها است.
در بعضی افسانه‌ها وجود دارد که اگر سه بار یا بیشتر با چشمانش زل زده شود فرد قطعاً خواهد مرد. در فرهنگ‌هایی که زندگی پس از مرگ به صورت آتشین وجود دارد سگ‌های جهنمی خصوصیات ویا ظاهری آتشین پیدا می‌کنند. گاهی به آنها محول می‌شود تا از ورود افراد به دنیای زیرین (دنیای مردگان) جلوگیری کنند. در فرهنگ‌های اروپای شنیدن صدای سگ جهنمی نشانه مرگ یا حتی علت مرگ است.